# Фуриоза: Побеснели Макс сага
Фуриоза: Побеснели Макс сага (енгл. Furiosa: A Mad Max Saga) аустралијски је пост-апокалиптични акциони филм из 2024. године који је ко-продуцирао и режирао Џорџ Милер, који је написао сценарио заједно са Ником Латурисом. Пети је део у франшизи Побеснели Макс, који представља и као спиноф и преднаставак за Побеснели Макс: Ауто-пут беса (2015). Филмску музику је компоновао Том Холкенборг.
У марту 2020. Милер је спровео кастинг аудиције за главну улогу у филму. У октобру су Анја Тејлор Џој, Крис Хемсворт и Јаија Абдул Матин II добили главне улоге, али због сукоба око распореда, Абдул-Матина је у новембру заменио Том Берк. Неколико чланова екипе са Ауто-пута беса вратило се на филм, укључујући сценаристу Латуриса, филмску монтажерку Маргарет Сиксел, костимографкињу Џени Биван и композитора Тома Холкенборга. Главно снимање је одржано у Аустралији од јуна до октобра 2022. 
Филм је имао светску премијеру на 77. Канском филмском фестивалу 15. маја 2024, а у биоскопима у Аустралији је објављен од стране Warner Brosа и Village Roadshow Picturesа 23. маја 2024. и у Сједињеним Државама наредног дана.

## Радња
Док се свет распада, младу Фуриозу (Тејлор Џој) отимају и она пада у руке хорде предвођене господаром Дементусом (Хемсворт). Пролазећи кроз пустош, наилазе на насеље Цитадела, којим влада Бесмртни Џо (Лаши Хјум). Док се два тиранина боре за доминацију, Фуриоза мора да преживи многе изазове и сукобе у пустоши и да пронађе свој пут кући.

## Улоге
| Глумац          | Улога               |
| --------------- | ------------------- |
| Анја Тејлор Џој | Императорка Фуриоза |
| Крис Хемсворт   | Дементус            |
| Том Берк        | Преторијанац Џек    |
| Лаши Хјум       | Бесмртни Џо         |
| Нејтан Џоунс    | Риктус Еректус      |
| Џош Хелман      | Скабрус Скротус     |
| Џејкоб Томури   | Макс Рокатански     |